# アンシエタ (エスピリトサント州)

アンシェッタの位置

アンシエタ（ポルトガル語: Anchieta）は、ブラジルのエスピリトサント州にある地方自治体。
人口は、21,834 人(2005年)、面積は、404.88 平方キロメートル。
平均の標高は、2m。以前はヘリチバとして知られていた。
イエズス会宣教師ジョゼ・デ・アンシエタにちなんで命名された。